# Forti FG01
A Forti FG01 egy Formula–1-es versenyautó, amelyet a Forti csapat tervezett és versenyeztetett az 1995-ös Formula–1 világbajnokság során, illetve az 1996-os idény első néhány futamán. Pilótái 1995-ben Pedro Diniz és Roberto Moreno, 1996-ban Luca Badoer és Andrea Montermini voltak. Ez volt a Formula–1 történetének utolsó manuális váltóval szerelt autója.

## Áttekintés
Az újonc Forti csapatnak a szabályok értelmében saját magának kellett megterveznie az autóját. A csapattulajdonos Guido Forti a gyorsaság helyett a megbízhatóságot szerette volna inkább bebiztosítani, ami meg is történt, de az autó borzalmasan sikerült. A konstrukció alapja elavult volt, a motor gyenge, a kasztni pedig túlsúlyos.
Az FG01-es alapjai egészen 1991-ig nyúlnak vissza. Ekkor hagyta el a Brabham csapatot Sergio Rinland tervező, majd megalapította az Astauto Ltd. nevű műhelyet, amelyhez a Brabham csődje után sokan csatlakoztak is. A Brabham épületeit és a szélcsatornát a Yamaha vette meg, amely kiadta bérbe az Astautónak, akik itt építették meg a Fondmetal GR02 típusjelzésű Formula–1-es autót. Ez az autó a Brabham BT60 alapjain nyugodott, viszont nem versenyzett túl hosszú ideig, mert a csapat ezúttal is becsődölt és visszalépett. 1994 végén a Forti vásárolta fel a Fondmetal szellemi tulajdonát, beleértve a GR02-es meglévő alkatrészeit, valamint Rindlandtől a Fondmetal csapat 1993-ra bevetni tervezett autójának tervrajzait. Rinland, aki ekkor Kaliforniában élt és dolgozott egy új ChampCar projekten, egy rövid ideig a csapat technikai igazgatója lett, és néhány maga mellé vett emberrel látott neki megépíteni az autót. A változtatások ellenére azonban az autó alapja túlnyomórészt még mindig az 1992-es GR02-esen nyugodott.
Éppen ezért nem is lehetett nagyon sikeres. A kasztnija tömzsi volt, emiatt rossz volt az aerodinamikája, amely a vezethetőséget és a tapadást nehezítette meg. Lekerekített orr-résszel rendelkezett, és kezdetekben még légbeömlője sem volt. 1995-ben a Ford ED jelzésű, akkorra már erősen idejétmúlt erőforrásokkal versenyezhettek csak, amivel legalább száz lóerős hátrányban voltak az élmezőnyhöz képest. Rinland hamar el is hagyta a csapatot a sikertelenség miatt. Az autók feltűnő sárga-kék-zöld színekben versenyeztek, mutatva a brazil kötődést - mindkét versenyzőjük brazil volt, Pedro Diniz és a családja pedig a szponzori pénzt szállították. Az első időszakban abszolút versenyképtelenek voltak, sokszor a futamon akkora hátrányt szedtek össze, hogy nem is rangsorolták őket, és rengetegszer ki is estek. Az idény közepén, még Rinland távozása előtt, lefaragtak az autó tömegéből, kapott egy félautomata sebességváltót, új első szárnyat, és légbeömlőket, amely némi javulással járt együtt.
Habár 1996-ra javulást várt a csapat, a Diniz-család kiszállása megpecsételte a sorsukat. Míg az új autóra vártak, az 1996-os idényt az autó B-variánsával kezdték meg, amelybe egy frissebb Ford-motor került.

## Eredmények
(Táblázat értelmezése)

(Félkövér: pole-pozícióból indult; dőlt: leggyorsabb kört futott) 

| Év        | Kasztni     | Motor        | Gumik | Pilóták           | 1   | 2   | 3   | 4   | 5   | 6   | 7   | 8   | 9   | 10  | 11  | 12  | 13  | 14  | 15  | 16  | 17  | Pontok | Helyezés |
| --------- | ----------- | ------------ | ----- | ----------------- | --- | --- | --- | --- | --- | --- | --- | --- | --- | --- | --- | --- | --- | --- | --- | --- | --- | ------ | -------- |
| 1995      | Forti FG01  | Ford ED      | G     |                   | BRA | ARG | SMR | ESP | MON | CAN | FRA | GBR | GER | HUN | BEL | ITA | POR | EUR | PAC | JPN | AUS | 0      | -        |
| 1995      | Forti FG01  | Ford ED      | G     | Pedro Diniz       | 10  | NR  | NR  | KI  | 10  | KI  | KI  | KI  | KI  | KI  | 13  | 9   | 16  | 13  | 17  | KI  | 7   | 0      | -        |
| 1995      | Forti FG01  | Ford ED      | G     | Roberto Moreno    | KI  | NR  | NR  | KI  | KI  | KI  | 16  | KI  | KI  | KI  | 14  | NI  | 17  | KI  | 16  | KI  | KI  | 0      | -        |
| 1996      | Forti FG01B | Ford Zetec-R | G     |                   | AUS | BRA | ARG | EUR | SMR | MON | ESP | CAN | FRA | GBR | GER | HUN | BEL | ITA | POR | JPN |     | 0      | -        |
| 1996      | Forti FG01B | Ford Zetec-R | G     | Luca Badoer       | NK  | 11  | KI  | NK  |     |     |     |     |     |     |     |     |     |     |     |     |     | 0      | -        |
| 1996      | Forti FG01B | Ford Zetec-R | G     | Andrea Montermini | NK  | KI  | 10  | NK  | NK  |     |     |     |     |     |     |     |     |     |     |     |     | 0      | -        |
| Források: |             |              |       |                   |     |     |     |     |     |     |     |     |     |     |     |     |     |     |     |     |     |        |          |